# Луна в карело-финской мифологии
Луна — в карело-финской мифологии божество, олицетворяющее Луну, оно было сформировано из белка утиного яйца, которое упало с колена Ильматар («дочери ветра»), когда оно плавало по океану в течение семисот лет. Затем из бесконечного появились звезды, а Луна стала серебряной.
Солнце образовалось из желтка того же яйца.
В некоторых рунах Калевалы упоминаются сын и дочь Луны, Солнца и Звезды (Медведицы).

## Сходства с другими божествами
Луна и Солнце в карело-финской мифологии имеют и имена собственные:
- Куутар ("Лунная девушка")
- Пяйватар ("Солнечная девушка")

Они упоминаются как великие и юные красавицы, что владеют серебром Луны и золотом Солнца, из которых они прядут красивые ткани и одежду.
- В «Калевале» молодые девушки просят этих богов дать им одежду и украшения.

Пяйватар (Päivä, Päivyt, Paiva или Paivit) также является богиней лета, которая отождествляется с Солнцем.

## Современное использование имён
Хотя финская, эстонская и саамская мифологии не тесно связаны друг с другом, в языках соответствующих народов есть взаимосвязь:
- На сегодняшний день в финском и эстонском языках слово Kuu обозначает Луну как спутник Земли.
- На эстонском языке Солнце называется Päike.
- На саамском языке Солнце обозначается термином Beaivi .